# Alexis Ren
Alexis René Glabach (Santa Monica, Kalifornia, 1996. november 23. –) amerikai modell, internetes híresség. Ő volt a Maxim 2017 augusztusi címlaplánya, ő a Sports Illustrated Swimsuit Rookie 2018-ig, 12.6 millió követője van az Instagramon.

## Fiatalkora
Ren magántanuló volt, a harmadik legidősebb öt testvére közül.[forrás?] Ő orosz, német, jugoszláv származású. Santa Monica-ban nőtt fel, Tokióban is élt, amikor 14 éves volt.

## Karrier
Ren megjelent egy mobil játék, a Final Fantasy XV: EGY Új Birodalom reklámjában.
Indított egy kollekciót, az úgynevezett Ren Active-ot.
Ren-t nevezték a Sports Illustrated Swimsuit 2018 Rookie-jának.

## Magánélete
Rennek étkezési zavara volt, amiről azt nyilatkozta, hogy "mérgező lelkiállapot"-ban volt.
Az anyja egészségügyi táplálkozási szakértő volt, 2013-ban mellrákban elhunyt.